# Cyerce kikutarobabai
Cyerce kikutarobabai is een slakkensoort uit de familie van de Hermaeidae. De wetenschappelijke naam van de soort is voor het eerst geldig gepubliceerd in 1976 door Hamatani.